# Geschichte eines Verbrechens
Geschichte eines Verbrechens ist ein sowjetischer animierter Kurzfilm aus dem Jahr 1962. Es war das Filmdebüt von Regisseur Fjodor Chitruk.

## Handlung
Am frühen Morgen unterhalten sich zwei Hausfrauen im Innenhof eines Hochhauses lautstark miteinander. Der Beamte Mamin erscheint und erschlägt beide Frauen wutentbrannt mit einer Pfanne. Die Polizei erscheint und will Mamin festnehmen. Der Erzähler dreht die Zeit 24 Stunden zurück, um zu klären, wie es zu der Tat des bisher unbescholtenen Bürgers kommen konnte.
Mamin ist am Morgen des Vortages wie immer aufgestanden und zur Arbeit gegangen. Er ist freundlich, hilfsbereit und zuvorkommend, hält Müttern die Tür auf und bietet Senioren seinen Sitzplatz in der U-Bahn an. Seine Arbeit verrichtet er wie immer zuverlässig und schnell. Nachdem er von 9 bis 17 Uhr gearbeitet hat, beginnt der Feierabend. Mamin setzt sich zu Hause ans offene Fenster und trinkt etwas, als ihn großer Lärm aufschreckt. Im Hof spielen einige Männer lautstark Domino und rauchen. Mamin schließt das Fenster, kann jedoch auch nicht das Fernsehprogramm genießen, weil ein anderer Nachbar in ohrenbetäubender Lautstärke zuerst Musik hört und dann einen Boxkampf ansieht. Resignierend schaltet Mamin den Fernseher aus. Kurz vor Mitternacht geht er zu Bett, kann jedoch nicht einschlafen, weil die Nachbarn über ihm eine Feier mit Tanz und Musik haben. Gegen 2 Uhr wird Mamin erneut geweckt, weil wieder andere Nachbarn einen lauten Ehekrach beginnen, Geschirr zerschlagen und dieses später nach der Versöhnung in den Müllschlucker werfen. Mamin ist gerade wieder eingeschlafen, als sich ein Liebespaar im Haus über die Heizungsrohre Klopfzeichen zuzusenden beginnt. Gegen 5 Uhr ist Mamin schon entnervt, wenn er nur den Wecker oder das Tropfen des Wasserhahns hört. Selbst sein Herzschlag macht ihn nun nervös. Es tagt und Mamin hat erschöpft Schlaf gefunden, als die Frauen im Innenhof ihr lautes Gespräch beginnen. Mamin sieht rot.
Der Erzähler weiß, dass Mamin für seine Tat verurteilt werden wird, hofft jedoch, mit der Erklärung der der Tat vorhergehenden Taten für Aufklärung sorgen zu können. An Mamin und dem Polizisten fährt ein Lastwagen vorbei. Der Fahrer beginnt kurz darauf, lautstark die transportierte Ware zu entladen. Auf seinem Laster steht geschrieben „Hupen verboten“.

## Produktion
Geschichte eines Verbrechens war das Regiedebüt von Fjodor Chitruk. Erzähler des Films ist Sinowi Gerdt. Geschichte eines Verbrechens wurde 1962 veröffentlicht und lief auf verschiedenen Filmfestivals. Im Jahr 2002 erschien Geschichte eines Verbrechens mit englischen Untertiteln auf der DVD Masters of Russian Animation.
Kritiker nannten Geschichte eines Verbrechens rückblickend eine „schelmische Satire auf die Nachteile des Lebens in engen Sowjetbauten der Großstädte“.

## Auszeichnungen
Auf dem San Francisco International Film Festival erhielt Geschichte eines Verbrechens 1962 den Golden Gate Prize. Auf den Internationalen Kurzfilmtagen Oberhausen gewann der Film 1963 den Großen Preis.